# Turkménistan aux Jeux paralympiques
Le Turkménistan a participé pour la première fois aux Jeux paralympiques aux Jeux paralympiques d'été de 2000 à Sydney. Il n'a remporté aucune médaille dans cette compétition.   